# Tension (альбом Кайли Миноуг)
Tension  (с англ. — «Напряжение») — шестнадцатый студийный альбом австралийской певицы Кайли Миноуг, выпущенный 22 сентября 2023 года лейблом BMG Rights Management и компанией Миноуг, Darenote. Альбом был анонсирован в мае 2023 года и стал первой новой работой Миноуг со времен её альбома 2020 года Disco. Вдохновленная идеей создания альбома, демонстрирующего индивидуальность каждой песни без какой-либо основной темы, Миноуг обратилась за помощью к целому ряду продюсеров, включая давних соратников Ричарда «Биффа» Стэннарда, Дака Блэквелла, Джексона Фута и Катфазера.
Находясь под влиянием электропопа, Tension включает в себя широкий спектр электронных танцевальных жанров — от синти-попа, диско и фанка 1980-х годов до современного данс-попа и хауса. Несмотря на отсутствие центральной темы, Tension затрагивает такие темы, как любовь, разбитое сердце и расширение возможностей. Tension получил положительную оценку большинства музыкальных критиков, которые отметили смешение звуков, запоминаемость и качество исполнения. Некоторые издания считают его одной из лучших работ Миноуг.
Альбом Tension имел успех и занял первое место в Австралии, Шотландии, Валлонии, Великобритании, а также попал в чарты Ирландии и США. В других странах, включая Францию, Финляндию, Германию, Нидерланды, Новую Зеландию, Испанию и Швейцарию, альбом попал в первую десятку. Для продвижения альбома были выпущены три сингла: «10 Out of 10», «Padam Padam» и заглавный трек. Первый сингл был выпущен в качестве промо-трека в сотрудничестве с голландским диджеем и продюсером Оливером Хелденсом. Затем последовали «Padam Padam» и заглавная композиция, первая из которых стала коммерческим прорывом певицы.
В рамках продвижения альбома Миноуг провела несколько концертов и выступлений, включая American Idol, Capital Summertime Ball и в качестве хедлайнера Radio 2 in the Park. Кроме того, в ноябре 2023 года Миноуг начнет свое первое концертное шоу в Лас-Вегасе под названием «More Than Just a Residency».

## История
6 ноября 2020 года Миноуг выпустила свой пятнадцатый студийный альбом под названием Disco. Он стал музыкальным отходом от её альбома Golden (2018), вдохновленного кантри-попом, и ознаменовал возвращение к диско-ориентированному звучанию, с которым она работала ранее. Её подход к диско и танцевальной музыке в целом был положительно воспринят музыкальными критиками и в итоге стал коммерчески успешным на разных рынках. Миноуг не стала продвигать альбом в рамках концертного тура из-за пандемии COVID-19, но сняла разовое специальное живое шоу под названием Infinite Disco и переиздала альбом в декабре 2021 года.
Ближе к концу промоушена альбома Disco Миноуг появилась на BBC Radio 2, чтобы обсудить новую музыку, заявив: «Возможно, она станет более электропоп-музыкой. Не цитируйте меня […], но это то, что в данный момент находится в процессе создания». Миноуг подтвердила это в интервью журналу Vogue в июне 2022 года, указав на свой сингл 2003 года «Slow» как на точку отсчета в звучании альбома. Кроме того, в феврале 2022 года Миноуг вернулась в свой родной город Мельбурн, где жила в Лондоне с 1990-х годов.

## Реакция критиков
| Совокупная оценка | Совокупная оценка |
| Источник          | Оценка            |
| ----------------- | ----------------- |
| AnyDecentMusic?   | 8.1/10            |
| Metacritic        | 86/100            |
| Оценки критиков   |                   |
| Источник          | Оценка            |
| AllMusic          | [ 13 ]            |
| Classic Pop       | [ 14 ]            |
| Crack             | 8/10              |
| DIY               | [ 16 ]            |
| NME               | [ 17 ]            |
| Pitchfork         | 7.3/10            |
| Rolling Stone UK  | [ 16 ] [ 19 ]     |
| Slant Magazine    | [ 20 ]            |
| The Guardian      | [ 21 ]            |

Альбом получил положительные отзывы музыкальной критики и интернет-изданий. На сайте Metacritic, который определяет средневзвешенную оценку на основе оценок изданий, альбом получил 86 баллов из 100 на основе 15 рецензий, что означает «всеобщее признание», и это самый высокий рейтинг альбома Миноуг на сайте. На сайте AnyDecentMusic, который определяет средневзвешенную оценку на основе оценок изданий, альбом получил 8,1 балла из 10 на основе 18 рецензий. Многие критики считают Tension одной из лучших работ Миноуг.
Джон Эрлс из британского журнала Classic Pop написал, что Tension «построен на уверенности» и является «объективным уроком действительно запоминающейся поп-музыки». Отис Робинсон из DIY отметил, что «в каждом треке достаточно оригинальности, чтобы Tension, несомненно, стал одним из самых любимых современных альбомов Кайли». Гарри Тафойя из Pitchfork Media назвал его «самым расслабленным альбомом» и лучшей пластинкой за последние годы. Эмма Харрисон из Metro поставила ему пять звезд, назвав его одним из «лучших альбомов иконы».
Несколько критиков высоко оценили общую энергетику альбома и вклад Миноуг. Нил З. Юнг из AllMusic описал энергию альбома как «созданную специально для того, чтобы жить в моменте и принимать катарсическое освобождение», написав при этом, что «Tension — это мастер-класс в области поп-музыки и эскапистского блаженства. Выпуск столь искусно сделанного и потрясающего альбома на пятом десятке лет её творческой деятельности — это абсолютное чудо». Ханна Майлреа из Rolling Stone UK назвала его «блестяще веселым», а Вера Максимюк из Riff Magazine поставила Tension 8 баллов из 10, охарактеризовав его как «чисто радостный и манящий». "Майкл Крэгг, написавший для журнала Crack Magazine, назвал его «квинтэссенцией Кайли», сказав, что это «альбом, наполненный сверкающими припевами, позолоченными мелодиями и уникальной способностью Кайли заставить любовь и потерю мерцать возможностями».

### Итоговые годовые списки
| Публикация    | Список                         | Ранг | Ссылка |
| ------------- | ------------------------------ | ---- | ------ |
| PopMatters    | The 20 Best Pop Albums of 2023 | 2    | [ 27 ] |
| Rolling Stone | The 100 Best Albums of 2023    | 45   | [ 28 ] |

## Коммерческий успех
Tension дебютировал на первом месте в UK Albums Chart, став для Миноуг её 9-м номером один в Великобритании и четвёртым подряд после Golden (2018). По данным Official Charts Company, через четыре дня после выхода Tension обошёл остальных своих конкурентов из топ-20, а общие продажи за первую неделю составили 53 239 альбомных эквивалентов. Это стало пятым по величине дебютом продаж пластинки в Великобритании в 2023 году и третьим по величине продаж пластинки в этом году. Кроме того, Миноуг стала 10-м сольным артистом по числу альбомов номер один, деля это место Бобом Диланом, но позади Тейлор Свифт (10) и Madonna (12). Tension также дебютировал на первом месте в Scottish Albums Chart, став пятым её чарттоппером.
Tension дебютировал в Японии в двух чартах Oricon Albums Chart: на 19-м месте в цифровом чарте и на 20-м месте в Western chart. Он также вошёл в Billboard Japan Hot Albums на 65-м месте. В Нидерландах Tension стал её высшим достижением в чарте, дебютировав на 3-м месте в Валлонии в Dutch Album Top 100. В Бельгии Tension стал первым для Миноуг чарттоппером в Ultratop Albums Chart, а также её высшим достижением во Фландрии в Ultratop Albums Chart. Tension повторил достижение диска Aphrodite (2010), заняв вторые места в Швейцарии и Испании, Swiss Albums Top 100 и Spanish Top 100 Albums. Альбом дебютировал на 31-м месте в Дании в Danish Albums Chart, что стало её первымтам появлением после Kiss Me Once (2014).

## Признание
Tension был включен в список самых ожидаемых альбомов 2023 года. Миноуг и её работа над Tension были номинированы на четыре премии ARIA Music Awards 2023 года, включая «Лучший сольный артист», «Лучший независимый релиз», «Лучший поп-релиз» и «Песня года», причем последняя была определена путем голосования публики. Это наибольшее количество номинаций, полученных Миноуг со времен 16-й ежегодной церемонии вручения наград в 2002 году, когда она была номинирована семь раз. Миноуг была номинирована на премию MTV Europe Music Awards 2023 года как «Лучший австралийский исполнитель», что стало её первой номинацией за двадцать лет, прошедших с церемонии 2003 года.
Кроме того, главные синглы альбома «Padam Padam» и «Tension» получили широкую оценку музыкальных критиков, многие из которых назвали первый трек претендентом на звание песня лета 2023 года. Оба трека стали вирусным явлением на различных платформах социальных сетей и стали объектом мем-культуры.
После выхода «Padam Padam» музыкальные журналисты и издания отметили коммерческое возрождение Миноуг. Термин «Padam-ic» был введен Джорджем Гриффитсом из Official Charts Company, а позже Лора Снейпс из The Guardian использовала его для описания культурного влияния «Padam Padam», назвав его «культурным моментом, когда легкомыслие и легкость, кажется, возвращаются после пандемии и после эпохи, когда к культуре относились очень серьёзно». Критики отмечали, что это редкий случай, когда артист среднего возраста добился медиативного влияния в последние десятилетия. В интервью Variety Джеймс Мастертон, аналитик чартов и историк, считает, что успех сингла значителен, поскольку Миноуг «преодолела разрыв между поколениями, выпустив хитовую пластинку, которая обращена как к её преданным (и стареющим) поклонникам, так и к новому поколению музыкальных фанатов», причем последнее было привлечено благодаря платформе TikTok, которая «способствовала взрывной популярности сингла Кайли; […] в обход всех традиционных средств массовой информации».

## Список композиций
| №                   | Название                             | Автор(ы)                                                              | Продюсер(ы)                               | Длительность |
| ------------------- | ------------------------------------ | --------------------------------------------------------------------- | ----------------------------------------- | ------------ |
| 1.                  | «Padam Padam»                        | Peter Rycroft Ina Wroldsen                                            | Lostboy                                   | 2:46         |
| 2.                  | «Hold On to Now»                     | Кайли Миноуг Biff Stannard Duck Blackwell Jon Green                   | Stannard Blackwell Green                  | 3:57         |
| 3.                  | «Things We Do for Love»              | Minogue Kamille Stannard Blackwell Green Anya Jones                   | Stannard Blackwell Green                  | 3:09         |
| 4.                  | «Tension»                            | Minogue Kamille Stannard Blackwell Green Jones                        | Stannard Blackwell                        | 3:36         |
| 5.                  | «One More Time»                      | Minogue Stannard Blackwell Green                                      | Stannard Blackwell                        | 3:02         |
| 6.                  | «You Still Get Me High»              | Minogue Stannard Green                                                | Stannard Blackwell Green                  | 3:38         |
| 7.                  | «Hands»                              | Mich Hansen Daniel Davidsen Kasper Larsen Ryan Ashley                 | Cutfather Davidsen KayAndMusic Ashley [a] | 2:45         |
| 8.                  | «Green Light»                        | Davidsen Peter Wallevik Ruby Spiro                                    | PhD                                       | 3:19         |
| 9.                  | «Vegas High»                         | Minogue Stannard Blackwell Gez O'Connell                              | Stannard Blackwell                        | 3:33         |
| 10.                 | «10 Out of 10» (with Oliver Heldens) | Heldens James Abrahart Liana Banks Jackson Foote Sarah Hudson Minogue | Heldens Foote Blackwell [a]               | 2:51         |
| 11.                 | «Story»                              | Minogue Stannard Blackwell O'Connell                                  | Stannard Blackwell                        | 3:16         |
| Общая длительность: | Общая длительность:                  | Общая длительность:                                                   | Общая длительность:                       | 35:51        |

| №                   | Название            | Автор(ы)                         | Продюсер(ы)         | Длительность |
| ------------------- | ------------------- | -------------------------------- | ------------------- | ------------ |
| 12.                 | «Love Train»        | Minogue Sky Adams Maegan Cottone | Adams               | 2:55         |
| 13.                 | «Just Imagine»      | Carl Ryden Karen Poole           | Ryden               | 2:36         |
| 14.                 | «Somebody to Love»  | Minogue Stannard Blackwell Green | Stannard Blackwell  | 3:52         |
| Общая длительность: | Общая длительность: | Общая длительность:              | Общая длительность: | 45:14        |

| №                   | Название            | Автор(ы)                         | Продюсер(ы)         | Длительность |
| ------------------- | ------------------- | -------------------------------- | ------------------- | ------------ |
| 15.                 | «Heavenly Body»     | Minogue Stannard Blackwell Green | Stannard Blackwell  | 4:22         |
| 16.                 | «Drum»              | Minogue Stannard Blackwell Green | Stannard Blackwell  | 3:31         |
| Общая длительность: | Общая длительность: | Общая длительность:              | Общая длительность: | 53:07        |

Примечания
- ↑  вокальный продюсер

## Чарты
| Чарт (2023)                                  | Высшая позиция |
| -------------------------------------------- | -------------- |
| Австралия (ARIA)                             | 1              |
| Австрия (Ö3 Austria)                         | 9              |
| Бельгия/Фландрия (Ultratop)                  | 2              |
| Бельгия/Валлония (Ultratop)                  | 1              |
| Канада (Canadian Albums Chart)               | 23             |
| Чехия (ČNS IFPI)                             | 100            |
| Дания (Hitlisten)                            | 31             |
| Нидерланды (Album Top 100)                   | 3              |
| Финляндия (Suomen virallinen lista)          | 8              |
| Франция (SNEP)                               | 5              |
| Германия (Offizielle Top 100)                | 5              |
| Венгрия (MAHASZ)                             | 22             |
| Ирландия (Irish Albums Chart)                | 2              |
| Ирландия (Independent Albums, IRMA)          | 1              |
| Италия (FIMI)                                | 12             |
| Япония (Digital Albums, Oricon)              | 19             |
| Япония (Hot Albums, Billboard Japan)         | 65             |
| Япония (Western Albums, Oricon)              | 20             |
| Новая Зеландия (RMNZ)                        | 5              |
| Португалия (AFP)                             | 4              |
| Шотландия (Scottish Albums Chart)            | 1              |
| Испания (PROMUSICAE)                         | 2              |
| Швеция (Sverigetopplistan)                   | 19             |
| Швейцария (Schweizer Hitparade)              | 2              |
| Великобритания (UK Albums Chart)             | 1              |
| Великобритания (UK Independent Albums Chart) | 1              |
| США (Billboard 200)                          | 21             |
| США (Billboard Independent Albums)           | 4              |
| США (Billboard Dance/Electronic Albums)      | 1              |

## Сертификации
| Регион               | Сертификация | Продажи |
| -------------------- | ------------ | ------- |
| Великобритания (BPI) | Серебряный   | 60 000  |

## История релиза
| Регион | Дата             | Формат                                      | Издание      | Лейбл        | Ссылка |
| ------ | ---------------- | ------------------------------------------- | ------------ | ------------ | ------ |
| Мир    | 22 сентября 2023 | CD кассета цифровая дистрибуция LP стриминг | Standard     | Darenote BMG | [ 81 ] |
| Мир    | 22 сентября 2023 | CD кассета цифровая дистрибуция стриминг    | Deluxe       | Darenote BMG | [ 81 ] |
| Мир    | 25 сентября 2023 | Digital download                            | Bonus Deluxe | Darenote BMG | [ 82 ] |